# Jean-Philippe Loys de Chéseaux
Jean-Philippe Loys de Cheseaux (4. května 1718 Lausanne – 30. listopadu 1751 Paříž) byl astronom z Lausanne ve Švýcarsku. V roce 1746 představil Francouzské akademii věd seznam mlhovin, mezi kterými bylo osm jeho vlastních nových objevů, včetně Orlí mlhoviny v souhvězdí Hada, ačkoli svým dalekohledem pravděpodobně pozoroval pouze ústřední hvězdokupu. V roce 1759 na tento seznam poukázal Le Gentil, ale zůstal v zapomnění a opět ho zveřejnil až Guillaume Bigourdan v roce 1892. Cheseaux byl mezi prvními vědci, kteří moderním způsobem uvedli myšlenku dnes známou jako Olbersův paradox, tedy že pokud je vesmír nekonečný, noční obloha by měla být jasná.
De Cheseaux objevil dvě komety:
- C/1743 X1 — spolu s Dirkem Klinkenbergem
- C/1746 P1

De Cheseaux také dělal málo známý výzkum biblické chronologie, pokoušel se datovat ukřižování Ježíše z Nazaretu analýzou astronomického pozorování v knize Daniel. Tato práce byla publikována posmrtně v díle Mémoires posthumes de M. de Cheseaux (1754).